# Neoguarea glomerulata
Neoguarea glomerulata är en tvåhjärtbladig växtart som först beskrevs av Hermann August Theodor Harms, och fick sitt nu gällande namn av E.J.M.Koenen & J.J.de Wilde. Neoguarea glomerulata ingår i släktet Neoguarea och familjen Meliaceae. Inga underarter finns listade i Catalogue of Life.